# Miriam Cooper
Miriam Cooper (7 de noviembre de 1891-12 de abril de 1976) fue una actriz cinematográfica estadounidense de la época del cine mudo, conocida fundamentalmente por su trabajo en El nacimiento de una nación e Intolerancia, películas de D.W. Griffith.

## Primeros años
Nacida en Baltimore, Maryland, sus padres eran Julian Cooper y Margaret Stewart. Sus padres tuvieron a cinco hijos en cinco años (uno fallecido en su infancia) y sus hermanos eran Lenore, Nelson y Gordon. Su madre, que se volvió a casar en 1914, formaba parte de una familia de larga historia en Baltimore, y su relación con Cooper fue problemática.
Siendo Cooper joven, su padre abandonó a la familia trasladándose a Europa. La familia quedó indigente, por lo que hubieron de mudarse a Little Italy, la cual Cooper despreciaba.
En un principio Cooper no quería ser actriz, sino dedicarse a la pintura. Tras estudiar en la St. Walpurga's School, entró en una escuela de arte llamada Cooper Union. A sugerencia de una amistad de su madre, Cooper posó a los 21 años para Charles Dana Gibson, resultando de ello la primera pintura al óleo realizada por el artista.
Poco después, siguiendo otro consejo, Cooper fue a los Biograph Studios, simplemente para saber qué se hacía en ellos. En ese momento estaban rodando "A Blot on Scutcheon", y uno de los ayudantes, Christy Cabanne, le pidió si quería hacer de extra. Cooper aceptó a cambio de una paga de 5 dólares diarios. La esposa de Ford Sterling intentó sabotear la prueba, aunque Mack Sennett y Mabel Normand ayudaron a Cooper. Tras el rodaje, pidieron a Cooper que no se quitara la caracterización a fin de que D.W. Griffith le hiciera una prueba.

## Kalem Company
Cooper no había oído hablar nunca de Biograph, e interesada en ganar más dinero, contactó con Edison Studios y con Vitagraph Studios, aunque sin éxito. En 1912 Kalem Company la contrató para trabajar como extra. Según sus papeles crecían en importancia, fue invitada a formar parte del repertorio de la compañía, que se iba a desplazar a Florida para rodar.
El rodaje tuvo lugar en Jacksonville (Florida), siendo los primeros actores Anna Q. Nilsson y Guy Coombs. Aprovechando el 50 aniversario de la Guerra Civil de Estados Unidos, la compañía filmó varios cortos relativos a la misma. Para estas producciones Cooper hubo de aprender a tocar el tambor y a cabalgar. Además sabía nadar, por lo que estas habilidades se aprovecharon para varios de los cortos.
Con el tiempo, los papeles de Cooper iban teniendo mayor entidad y empezó a recibir críticas favorables. Opinaba que sus papeles eran tan importantes y más peligrosos que los de Nilsson, por lo que solicitó un aumento de sueldo. Fue despedida, por lo que hubo de volver a Nueva York.

## Años con D.W. Griffith
Tras volver a Nueva York, Cooper decidió intentar trabajar de nuevo con D.W. Griffith.
Finalmente Cooper empezó a trabajar en varios filmes para Reliance Majestic, rodados con supervisión de Griffith, además de hacer los preparativos para "El nacimiento de una nación". Entre dichos filmes figuraba "Home, Sweet Home.
Tras varios meses de trabajo para la compañía, el prestigio de Cooper iba en aumento, consiguiendo un camerino junto a Mae Marsh, y recibiendo uno de los primeros papeles en "El nacimiento de una nación". En esta película, tuvo algunos problemas en el rodaje de una escena con Henry B. Walthall. La hermana de Cooper, Lenore, visitó el plató, y acabó participando en el film como extra.
Más adelante Cooper consiguió uno de los papeles de "Intolerancia". Mientras Griffith finalizaba el film, Cooper rodó varios cortos para otros directores de Reliance Majestic, siendo éstos los últimos en los que actuó.
A finales de 1915 Cooper empezó a viajar entre Nueva York y California a fin de pasar más tiempo con Raoul Walsh, con quien se casó en secreto en febrero de 1916.
De vuelta a California, Griffith quiso que Cooper fuera la primera actriz en una adaptación de la obra "Rubaiyat of Omar Khayyam". Cansada de estar separada de Walsh, consultó con Mary Alden, y decidió no actuar en la película. Volvió a Nueva York, y su relación con Griffith y con su compañía llegó a su fin.

## Años con Raoul Walsh
Tras dejar a Griffith, Cooper recibió ofertas para trabajar con Jesse Louis Lasky y Cecil B. DeMille, pero quería retirarse para dedicarse al cuidado de su hogar y de su madre. Cuando a Walsh le ofrecieron la oportunidad de rodar un film titulado "The Honor System" en Yuma, Arizona, le suplicó a Cooper que interpretara un papel en el mismo, lo cual ella aceptó. "The Honor System" se estrenó en 1917 con buenas críticas y buena recaudación.
Tras filmar otra película, Walsh pidió de nuevo a Cooper que 'volviera temporalmente' al cine hasta que él estuviera establecido como director. Cooper firmó un contrato con 20th Century Fox por 1.200 dólares semanales.
En 1917 Cooper y Walsh empezaron a trabajar en un juicio basado en el juicio de Blanca de Saulles. La película fue también notable por tener en su elenco a Peggy Hopkins Joyce. Esta producción fue controvertida y fue calificada como film X, no permitiendo ser visionada por los niños. Actualmente la cinta está perdida.
Tras trabajar en "The Prussian Cur", Cooper adoptó su primer hijo e intentó volver a la vida privada. Sin embargo, en 1919, mientras Walsh buscaba nuevos guiones, Cooper sugirió la historia "Évangéline", aunque en un principio rehusaba interpretarla. La película tuvo éxito de taquilla y pasó a ser uno de sus títulos más conocidos. 
Con el éxito de "Evangeline", se estrenó un nuevo film, "Should a Husband Forgive?". Viendo el éxito, Walsh deseaba convertir a Cooper en una gran estrella, aunque ella seguía deseando retirarse. Walsh firmó con Mayflower Corporation en 1920, y Cooper se unió al proyecto a fin de conservar el matrimonio. La primera película en esta etapa fue "The Deep Purple".
El siguiente film fue The Oath, que Cooper controló desde el reparto hasta el vestuario. Sin embargo, tuvo las peores críticas de su carrera, y fue uno de los pocos títulos mudos de Walsh que tuvieron pérdidas económicas. Posteriormente hizo "Serenade", bajo pleno control de Walsh, y con buena rentabilidad.
La última película del matrimonio fue "Kindred of the Dust", uno de los pocos títulos de Cooper que han sobrevivido. Durante el rodaje tuvo un accidente con los focos dañándose la vista, con secuelas que le afectarían más adelante.

## Últimos rodajes
Con problemas matrimoniales y económicos, Cooper intentó trabajar en el teatro, pero el resultado fue muy malo. Ante ello, empezó a reconsiderar las ofertas cinematográficas que recibía.
Un pequeño estudio llamado 'D.M. Film Corporation' le ofreció un papel en "Is Money Everything?". Aunque el sueldo era bajo y el rodaje tuvo lugar en Detroit, Míchigan, Cooper aceptó. Sin embargo, la película fue mala, y sus problemas personales se agudizaron.
Tras una reconciliación con Walsh, Cooper decidió seguir en el cine. En 1923 rodó en Hollywood para B. P. Schulberg la producción "The Girl Who Came Back". La película funcionó, y supuso su retorno. Schulberg le pidió hacer dos nuevas películas, lo cual aceptó. Además rodó otros dos filmes para otras compañías. Su última película fue "The Broken Wing", junto a su viejo amigo Walter Long.

## Últimos años .
Tras divorciarse de Walsh en 1926, Cooper no hizo ya más películas. Durante la Segunda Guerra Mundial, Cooper se hizo voluntaria de la Cruz Roja, colaborando en el bienestar de los soldados heridos. Estudió literatura en la Universidad de Columbia en la década de 1940, y compró una granja en Chestertown, Maryland. Escribió una novela y dos piezas teatrales, ninguna de las cuales se publicó. En los años cincuenta se mudó a Virginia, donde organizó un club de literatura para mujeres.
A partir de 1969 recibió llamadas de universidades y de historiadores del cine, siendo invitada a reuniones y a visionados de sus viejos filmes. En 1973 escribió una autobiografía, "Dark Lady of the Silents".
En 1970, tras acudir al "The D.W. Griffith Film Festival", sufrió un ataque al corazón, lo cual supuso una grave limitación en sus años finales.
Cooper falleció en la Cedars Nursing Home de Charlottesville (Virginia) en 1976. Vivía allí tras sufrir un ictus ese mismo año. Fue enterrada en el Cementerio New Cathedral de Baltimore, Maryland.

## Filmografía
1912: 
- A Blot on the 'Scutcheon
- Victim of Circumstances
- Battle of Pottsburg Bridge
- Tide of Battle
- War's Havoc
- The Drummer Girl of Vicksburg
- The Colonel's Escape
- The Buglier of Battery B
- The Soldier Brothers of Susannah
- The Siege of Petersburg
- The Darling of the CSA
- Saved from Court Martial
- A Railroad Lochinvar
- His Mother's Picture
- The Girl in the Caboose
- The Pony Express Girl
- Battle in the Virginia Hills
- The Water Right War
- The Battle Wits
- A Race with Time

1913:
- A Sawmill Hazard
- A Desperate Chance
- The Turning Point
- The Battle of Bloody Ford
- A Treacherous Shot
- The Farm Bully
- The Toll Gate Raiders
- Infamous Don Miguel
- Captured by Strategy

1914:
- The Stolen Radium
- For His Master
- When Fate Frowned
- A Diamond in the Rough
- The Gunman
- The Dishonored Medal
- The Odalisque
- The Double Deception
- The Fatal Black Bean
- His Return
- The Burned Hand

Películas
1914:
- Home, Sweet Home

1915:
- El nacimiento de una nación

1916:
- Intolerancia

1917:
- The Honor System
- The Silent Lie
- The Innocent Sinner
- Betrayed

1918:
- The Woman and the Law
- The Prussian Cur

1919:
- Evangeline
- Should a Husband forgive?

1920:
- The Deep Purple
- The Oath

1921:
- Serenade

1922:
- Kindred of the Dust

1923:
- Is Money everything?
- The Girl Who Came Back
- Daughters of the Rich
- Her Accidental Husband
- After the Ball
- The Broken Wing